# Kinsuke Shimada
Pour les articles homonymes, voir Shimada.
Kinsuke Shimada (島田 謹介, Shimada Kinsuke, 1900-1994) est un photographe japonais, lauréat de l'édition 1957 du prix de la Société de photographie du Japon.